# Archidiecezja Évory
Archidiecezja Évory, łac. Archidioecesis Eborensis – archidiecezja Kościoła rzymskokatolickiego w Portugalii. Jest główną diecezją metropolii Évory. Została erygowana w IV wieku. 24 września 1540 została podniesiona do rangi metropolii.